# Charles Ier d'Armagnac
 (juin 2016).
Si vous disposez d'ouvrages ou d'articles de référence ou si vous connaissez des sites web de qualité traitant du thème abordé ici, merci de compléter l'article en donnant les références utiles à sa vérifiabilité et en les liant à la section « Notes et références ».
Charles d'Armagnac, né en 1425, mort le 3 juin 1497 à Castelnau-de-Montmiral, à l'âge de 72 ans, fut comte d'Armagnac et de Rodez de 1473 à 1497. Il est le fils de Jean IV, comte d'Armagnac et de Rodez, et d'Isabelle de Navarre, et le frère cadet de Jean V d'Armagnac auquel il succède.

## Biographie
- Maison d'Armagnac

Légende carte (1477)
Maison d'Armagnac'Charles Ier d'Armagnac :
- Comté d'Armagnac
- Comté de Rodez
Jacques d'Armagnac
- Comté de Pardiac
- Comté de la Marche
- Duché de Nemours

Comme ses prédécesseurs, il fut un féodal assez turbulent acceptant de plus en plus mal l'assujettissement au pouvoir royal qui se faisait de plus en plus sentir contre les puissants seigneurs premier plan. Il se croyait intouchable par le fait même qu'il avait été adoubé chevalier en 1461 par le roi en personne. Mais le parlement de Toulouse avait fini par dresser un relevé éloquent de charges contre lui dont des levées de tailles plusieurs fois dans l'année et une tentative d'imposer sa propre loi sur la ville royale de Millau. Surtout, il avait repris par la force en 1470, avec une petite troupe, son château de Saint-Véran, alors sous séquestre royale. Il fut accusé d'y battre de la fausse monnaie et d'avoir installé dans le sous-sol du logis un atelier d'alchimiste. Après un siège de plusieurs semaines, il fut capturé avec un de ses fils bâtard, petit-Jean, et le chevalier qui commandait ses soudoyers, Guéraud de Marestan, et envoyé à la Bastille. Louis XI avait, à ce moment-là, décidé de se débarrasser définitivement des Armagnacs. Après la mort du frère de Charles Ier, Jean V à la bataille de Lectoure, il ordonna qu'on fasse avorter sa veuve qui était enceinte de sept mois. Charles Ier reste emprisonné pendant plus de douze ans à la Bastille, d'où il ne sort qu'à la mort de Louis XI en 1483. Revenu dans son château de Lavardens, il en est chassé en 1496 par les troupes du roi Charles VIII et se réfugie à Castelnau-de-Montmiral, où il meurt l’année suivante.
Son petit-neveu Charles IV d'Alençon lui succède en Armagnac et Rouergue.

## Mariage et descendance
Il n'eut pas d'enfant de sa femme, Catherine de Foix-Candale († 1510), fille de Jean de Foix, comte de Benauges et de Kendall, vicomte de Castillon et de Meilles, Captal de Buch, (1410 - † 1485) et de Marguerite Kerdeston. Il l'avait épousée le 26 novembre 1468.
Il eut en revanche un enfant bâtard, Pierre, qui fut légitimé plus tard et qui fut seigneur de L'Isle-Jourdain (Gers) et de Caussade, et un petit-fils, Georges d'Armagnac (1501 - † 1585), archevêque de Tours, de Toulouse puis d'Avignon, qui fut élevé au cardinalat en 1544.